# Viktor Kossakovski
Viktor Aleksandrovitch Kossakovski (en russe : Виктор Александрович Косаковский), né le 19 juillet 1961 à Leningrad, est un réalisateur russe de documentaires.
Son plus long métrage, ¡Vivan las Antipodas!, met en relation quatre paires de lieux aux antipodes les uns des autres.

## Biographie
Né à Leningrad, il a été successivement assistant opérateur, assistant réalisateur et monteur; il réalise des documentaires depuis 1994. Viktor Kossakovski est végétarien depuis son enfance.

## Filmographie
- 1994 : The Belovs/Belovy/Беловы
- 1998 : Pavel i Lyala/Павел и Ляля
- 1999 : Wednesday 07.19.61/Среда 19.07.61
- 2002 : Hush /Тише!/Tishe!
- 2003 : I Loved You/Я любил тебя
- 2003 : Russia from my Window/ Россия из моего окна
- 2005 : Svyato/Svyato
- 2011 : ¡Vivan las Antipodas!
- 2013 : Demonstration
- 2016 : Graine de champion
- 2018 : Aquarela
- 2020 : Gunda[4]
- 2024 : Architecton

## Nominations et récompenses
Il a remporté le prix spécial du jury lors du Festival international du film documentaire d'Amsterdam, le prix du meilleur documentaire au Festival international du film d'Édimbourg, et a été récompensé au Mexique, le prix Findling (Findlingspreis) au Leipzig DOK Festival, au festival international de Reykjavik en Islande, et au festival de Saint-Petersbourg.